# Дощові ліси Япену
Дощові ліси Япену (ідентифікатор WWF: AA0108) — австралазійський екорегіон тропічних та субтропічних вологих широколистяних лісів, розташований на Япені та сусідніх островах біля північного узбережжя Нової Гвінеї.

## Географія
Екорегіон дощових лісів Япену охоплює острів Япен, розташований в затоці Чендравасіх на північний захід від Нової Гвінеї, а також кілька сусідніх островів, зокрема
острів Міос-Нум, що лежить на північному заході, острів Куруду, що лежить на схід від Япена, та острівці Амбаї і Куран, що лежать біля південного узбережжя Япену. Адміністративно острови регіону є частиною округу Япен в індонезійській провінції Папуа.
Довгий та вузький острів Япен простягається на 166 км із заходу на схід, а його протяжність з півночі на південь у найширшому місці становить лише 26 км. Площа острова становить 2230 км². Вздовж Япену простягається гірський хребет, який підіймається на висоту до 1496 м над рівнем моря. З геологічної точки зору основу острова складають вапняки та плутонічні інтрузиви, тобто магматичні породи, кристалізовані з магми, яка повільно охолола під поверхнею Землі.
На відміну від островів Біак, розташованих північніше, Япен лежить на континентальному шельфі Нової Гвінеї. Під час останнього льодовикового періоду, коли рівень Світового океану був більш ніж на 100 м нижчим, ніж зараз, Япен об'єднувався з Новою Гвінеєю та Австралією у один материк Сахул, що дозволяло рослинам і тваринам вільно мігрувати між ними.

## Клімат
В межах екорегіону домінує екваторіальний клімат (Af за класифікацією кліматів Кеппена). Середньорічна температура тут становить 26 °C і незначно змінюється протягом року. Середньорічна кількість опадів на островах Біак перевищує 3000 мм, значна частина з яких випадає влітку.

## Флора
Рослинний покрив Япену представлений вологими вічнозеленими дощовими лісами. Ліси екорегіону представлені трьома типами: алювіальними лісами, поширеними в низинах і в річкових долинах, пагорбовими лісами, поширеними на схилах пагорбів, та гірськими лісами, поширеними на великих висотах.
На узбережжі Япену в лісах домінують індійські мигдалі (Terminalia catappa), азійські баррингтонії (Barringtonia asiatica), волокнистолисті калофіллуми (Calophyllum inophyllum), хвощелисті казуарини (Casuarina equisetifolia) та різні види артокарпусів (Artocarpus spp.). У низинах острова переважають амбонські палаквіуми (Palaquium amboinense), суматранські октомелеси (Octomeles sumatrana), борнейські тики (Intsia bijuga), різні види євгеній (Eugenia spp.) та артокарпусів (Artocarpus spp.), а також зустрічаються заболочені ліси, у яких домінують пальми ніпа (Nypa fruticans). У низинних лісах в глибині острова переважають амбонські палаквіуми (Palaquium amboinense), суматранські октомелеси (Octomeles sumatrana), острівні лічі (Pometia pinnata), яванські рипарози (Ryparosa javanica), шорсткі канаріуми (Canarium asperum), лісові горсфельдії (Horsfieldia sylvestris), сулавеські гарцинії (Garcinia celebica), а також різні види калофіллумів (Calophyllum spp.), терміналій (Terminalia spp.) та манілкар (Manilkara spp.). У деяких низинних районах зустрічаються ладанні анісоптери (Anisoptera thurifera), які виступають як емерджентні види, що височіють над лісовим наметом.
У гірських дощових лісах Япену переважають острівні лічі (Pometia pinnata), амбонські палаквіуми (Palaquium amboinense), рудобороді літокарпуси (Lithocarpus rufovillosus), новогвінейські кастанопсиси (Castanopsis acuminatissima), а також різні види криптокарій (Cryptocarya spp.), тристанопсисів (Tristaniopsis spp.) та калофіллумів (Calophyllum spp.). У деяких гірських районах острова на висоті понад 500 м над рівнем моря зустрічаються насадження хвойних папуанських араукарій (Araucaria cunninghamii var. papuana), які можуть досягати до 60 м заввишки. Також в горах Япену зростають новогвінейські каурі (Agathis labillardieri). Особливі рослинні угруповання зустрічаються в районах, де переважають ультраосновні породи, які містять високу концентрацію важких металів, токсичних для багатьох рослин.

## Фауна
В межах екорегіону зустрічається 37 видів ссавців, зокрема сірі деревні кенгуру (Dendrolagus inustus), бурі деревні валлабі (Dorcopsis muelleri), пухнасті кускуси (Phalanger orientalis), плямисті кускуси (Spilocuscus maculatus), наземні кускуси (Phalanger gymnotis), смугасті поссуми (Dactylopsila trivirgata), низинні кільчастохвості поссуми (Pseudochirulus canescens), кільчастохвості поссуми д'Альбертіса (Pseudochirops albertisii), цукрові сумчасті летяги (Petaurus breviceps), новогвінейські кволи (Dasyurus albopunctatus), трисмугі сумчасті куниці (Myoictis melas), довгохвості сумчасті куниці (Murexia longicaudata), звичайні колючі бандикути (Echymipera kalubu), довгоносі колючі бандикути (Echymipera rufescens), колючі бандикути Клари (Echymipera clara), бандикути Раффрея (Peroryctes raffrayana), велетенські білохвості щури (Uromys caudimaculatus), великі мозаїкохвості щури (Mammelomys rattoides), низинні мозаїкохвості щури (Paramelomys platyops), чорнохвості мозаїкохвості щури (Melomys rufescens), золоточереві боброщури (Hydromys chrysogaster), каштанові деревні миші (Pogonomys macrourus) та маскові крилани (Pteropus conspicillatus). Майже ендемічними представниками регіону є япенські щури (Rattus jobiensis) та гілвінські крилани (Pteropus pohlei), які окрім острова Япен зустрічаються також на сусідніх островах Біак.
Орнітофауна екорегіону нараховує 147 видів птахів, серед яких слід відзначити нелітаючого шоломного казуара (Casuarius casuarius), найбільшого птаха Австралазії. В низинах Япену зустрічається близько 120 видів птахів, а в горах — 26 видів. Ендемічні види птахів на Япені відсутні, однак ендеміками екорегіону є деякі підвиди різних видів птахів, зокрема підвид тонкодзьобої горлиці Macropygia amboinensis griseinucha. підвид гірського тілопо Ptilinopus rivoli miquelii, підвид гірської салангани Aerodramus hirundinaceus baru, підвид червоноголового лоріто Geoffroyus geoffroyi jobiensis, підвид трибарвного лорі Lorius lory jobiensis, підвид чорної медовички Myzomela nigrita pluto, підвид лісового медолюба Microptilotis montanus steini, підвид новогвінейського кущовика Sericornis virgatus jobiensis, підвид чорного фруктоїда Melanocharis nigra unicolor, підвид чорного шикачика Edolisoma melas tommasonis, підвид затокового ядлівчака Colluricincla obscura obscura, підвид іржастого пітогу Pitohui kirhocephalus jobiensis, підвид плямистоволої віялохвістки Rhipidura threnothorax fumosa, підвид малого дивоптаха Paradisaea minor jobiensis, підвид зеленоспинного тоутоваї-світлоока Pachycephalopsis hattamensis insularis та підвид папуанського квіткоїда Dicaeum geelvinkianum geelvinkianum.

## Збереження
Оцінка 2017 року показала, що 1133 км², або 48 % екорегіону, є заповідними територіями. Основною природоохоронною територією екорегіону є Природний заповідник Япен-Тенгах площею 590 км², розташований в центральній частині Япену.